# リュバン・ボージャン
リュバン・ボージャン（Lubin Baugin, ピティヴィエ、1612年頃－パリ、1663年)は、17世紀のフランスの画家。宗教画や静物画などが現存している。

## 生涯
リュバン・ボージャンは1612年頃にピティヴィエの裕福な家系に生まれた。1622年から1628年の間に画家としての訓練を受け、1629年にサン＝ジェルマン＝デ＝プレの画家親方として認められている。1632年から33年頃にイタリアに向かい、その後ローマに滞在している。この間に最初の結婚をして息子と娘一人ずつをもうけている。この時期の彼の作品には、コレッジオやグイド・レーニ、ラファエロやパルミジャニーノといったイタリアの画家たちの影響が見られる。
1641年の時点ではパリに戻っている。1643年から1648年頃にはノートルダム寺院のための大作の依頼を受けている。また、1650年には当時の大蔵卿パルティセリ・デムリイーからの依頼を受けた記録が残っている。

## ギャラリー

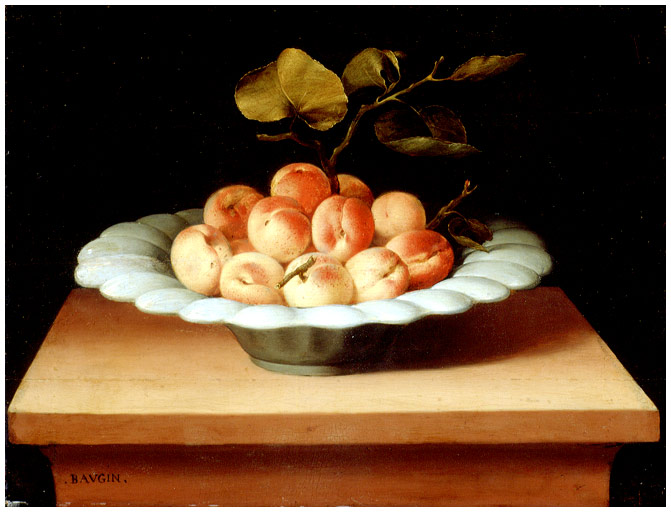
La coupe de fruits, 木材に油彩, 37,5 × 49 cm, レンヌ美術館, フランスレンヌ
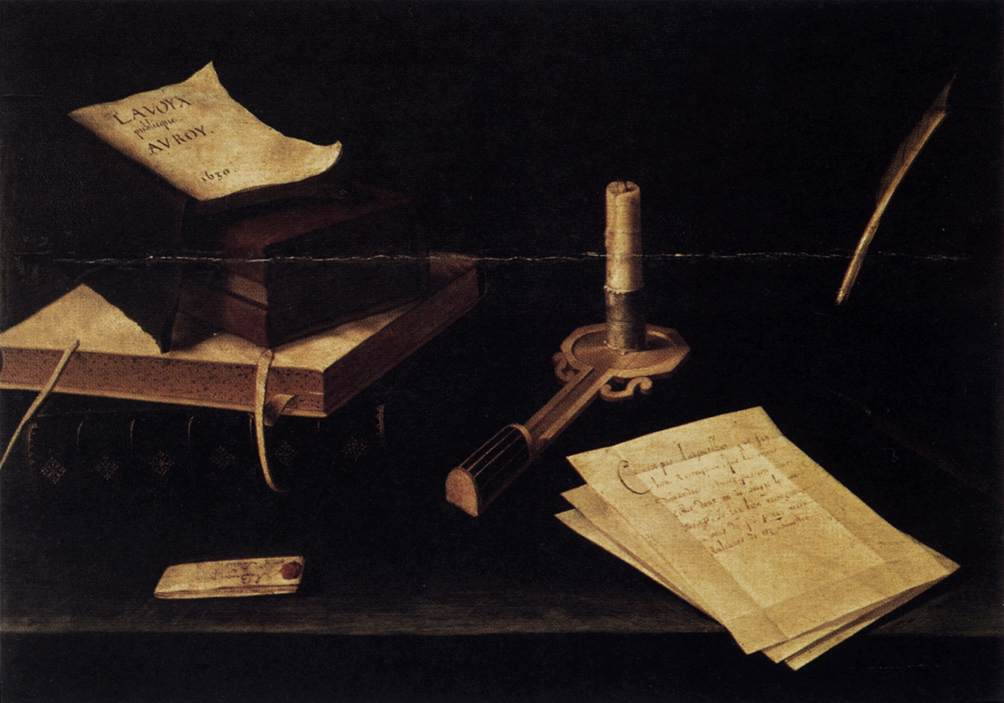
Nature morte à la chandelle, 木材に油彩, 47 × 65 cm, Palazzo Spada,ローマ
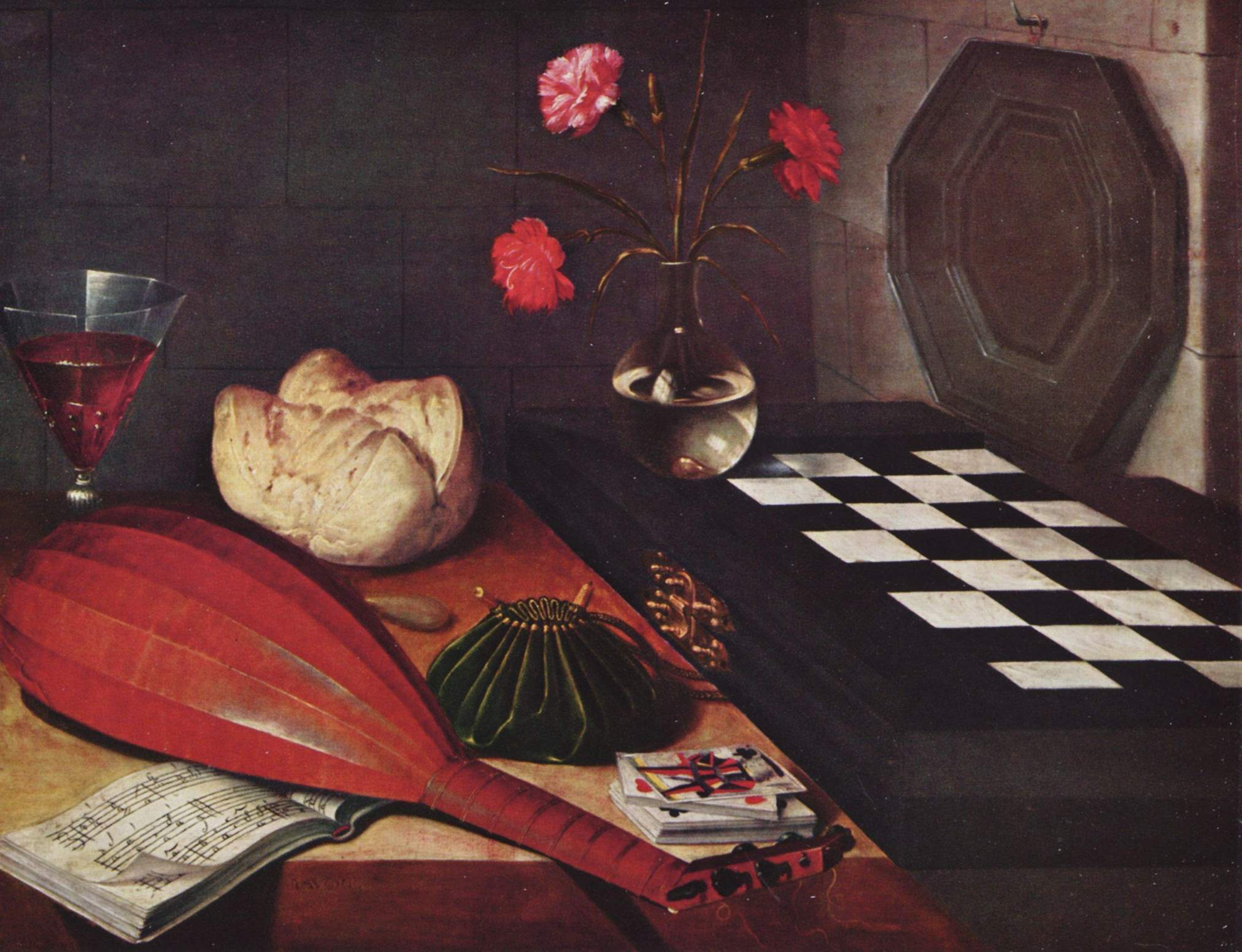
『チェス盤のある静物』, 木材に油彩, 55 × 73 cm, ルーヴル美術館, パリ
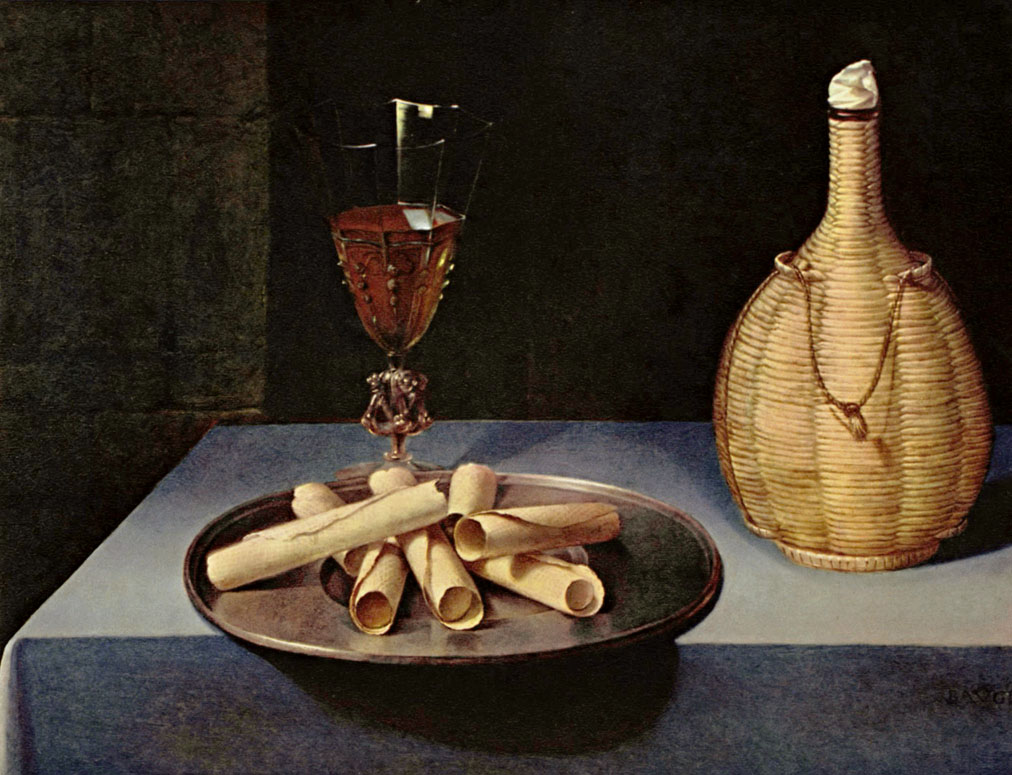
『巻き菓子のある静物』, 木材に油彩, 41 × 52 cm, ルーヴル美術館, パリ
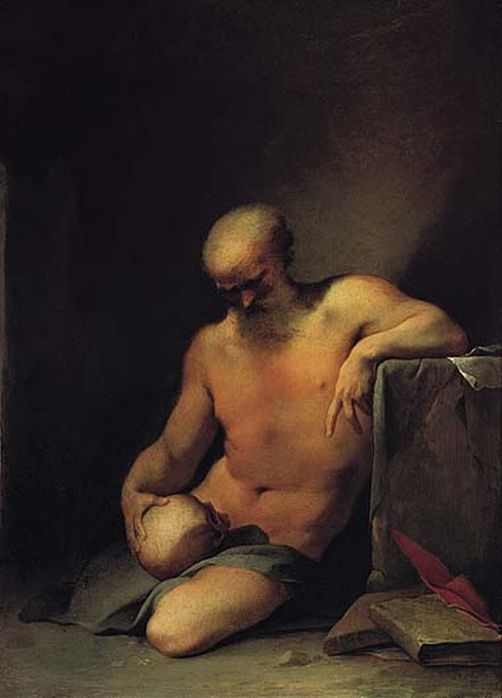
Saint Jérôme, 銅板に油彩, 48,3 × 34.7 cm, Musée des Beaux-Arts de Caen, フランスカーン
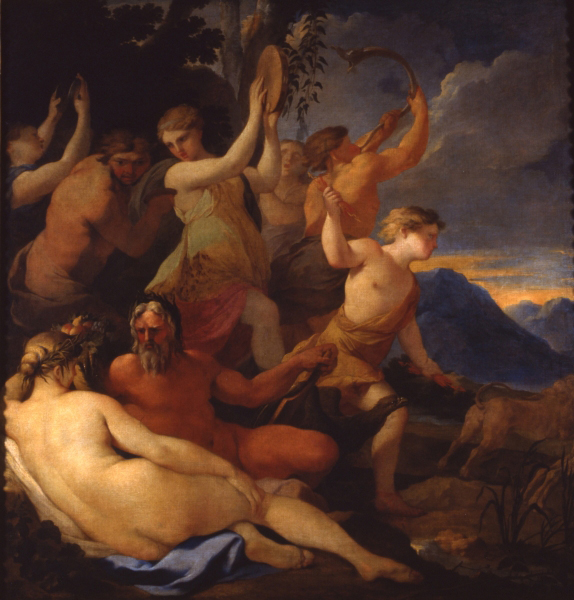
L'Enfance de Jupiter, キャンバスに油彩, 150 × 144 cm, musée Saint-Loup, フランストロワ
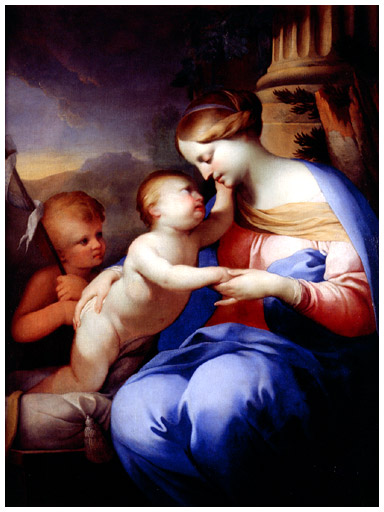
Vierge à l'enfant avec Saint Jean-Baptiste, キャンバスに油彩, 120x93 cm, レンヌ美術館, フランスレンヌ
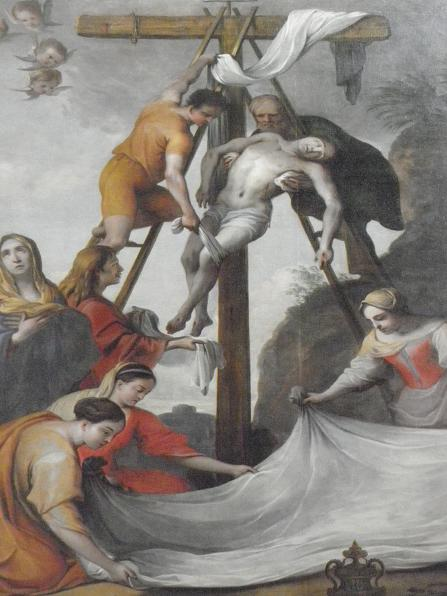
La Descente de croix, キャンバスに油彩, 384 × 295 cm, Cathédrale Notre-Dame-de-l'Assomption, フランスヴァンデ県Luçon
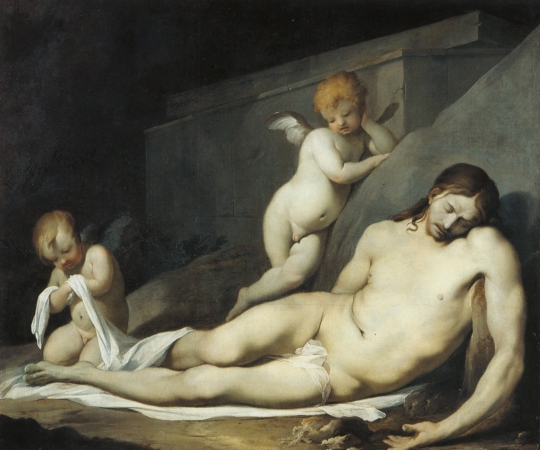
Le Christ mort, キャンバスに油彩, 150 × 178, 5 cm, オルレアン美術館, フランスオルレアン

## 参照
1. ↑  Bénézit et al. 2006, p. 1348.

## 参考資料
- Bénézit, E., Busse, J., Dorny, C., Murray, C. J., & Beaulah, K. (2006). Dictionary of artists. Paris: Gründ. ISBN 2700030702